# Aleksàndrovski (Baixkíria)
|  | Per a altres significats, vegeu «Aleksàndrovski». |

Aleksàndrovski (en rus: Александровский) és un poble (un khútor) de Baixkíria, a Rússia, que en el cens del 2010 tenia 3 habitants. Pertany al districte de Iermolàievo.